# Christine Scheel
Christine Scheel (Aschaffenbourg, 31 décembre 1956) est une femme politique allemande.